# Spheneuolena ichneumonea
Spheneuolena ichneumonea är en tvåvingeart som beskrevs av Günther Enderlein 1927. Spheneuolena ichneumonea ingår i släktet Spheneuolena och familjen Richardiidae.
Artens utbredningsområde är Peru. Inga underarter finns listade i Catalogue of Life.